# 1901 w sztukach plastycznych
Wydarzenia w sztukach plastycznych i wizualnych w 1901 roku.

## Wydarzenia
- Pod Budapesztem założono kolonię artystyczną Gödöllő[1].

## Malarstwo

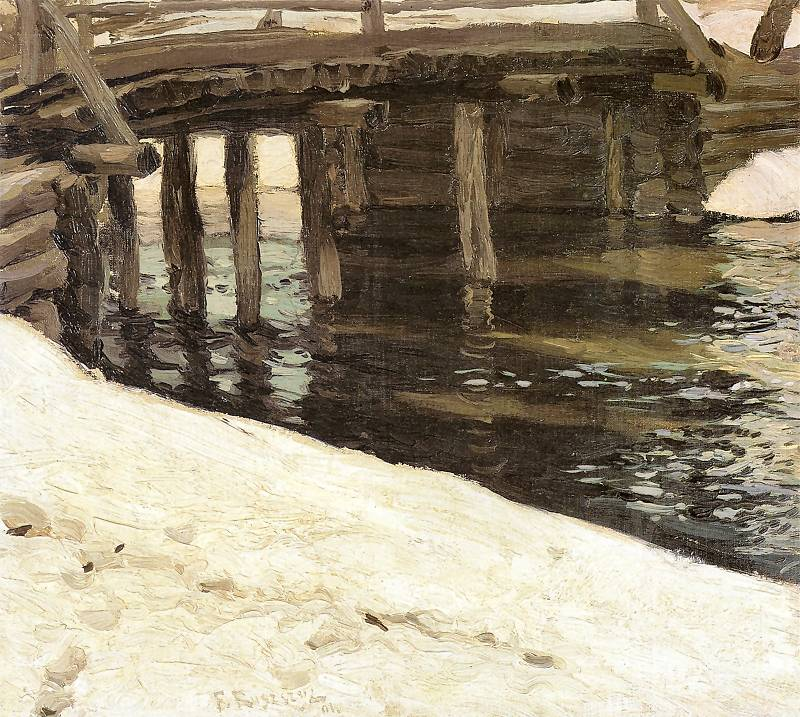
Ferdynand Ruszczyc, Most zimą

- Gustav Klimt

Judyta
- Ferdynand Ruszczyc

Most zimą, olej na płótnie, 41,5×44,3 cm

## Urodzeni
- Wiktor Podoski (zm. 1970), polski grafik
- 7 stycznia – Fahrelnissa Zeid (zm. 1991), turecka artystka
- 23 lutego – Edgar Ende (zm. 1965), niemiecki malarz
- 27 marca – Carl Barks (zm. 2000), amerykański grafik
- 22 maja – Jan Zamoyski (zm. 1986), polski malarz
- 31 lipca – Jean Dubuffet (zm. 1985), francuski malarz i rzeźbiarz
- 10 października – Alberto Giacometti (zm. 1966), szwajcarski rzeźbiarz i malarz

## Zmarli
- Henry Peach Robinson (ur. 1830), brytyjski fotograf
- Friedrich Barchewitz (ur. 1836), niemiecki architekt
- 16 stycznia – Arnold Böcklin (ur. 1827), szwajcarski malarz
- 17 stycznia – Paul Hankar (ur. 1859), belgijski architekt
- 25 lutego – Wojciech Gerson (ur. 1831), polski malarz, historyk sztuki
- 11 maja – August Orth (ur. 1828), niemiecki architekt
- 8 czerwca – Edward Moran (ur. 1829), amerykański malarz
- 9 września – Henri de Toulouse-Lautrec (ur. 1864), francuski malarz i grafik
- 4 października - Luis Álvarez Catalá (ur. 1836), hiszpański malarz
- 4 października - Józef Dziewoński (ur. 1827), polski malarz, grafik i inżynier
- 24 października – James McDougal Hart (ur. 1828), amerykański malarz